# Skuhrov (Berouni járás)
Skuhrov település Csehországban, a Berouni járásban. Skuhrov Nesvačily, Svinaře, Podbrdy, Dobříš és Liteň településekkel határos. Lakosainak száma 597 fő (2024. január 1.).

## Népesség
A település lakosságának változását az alábbi diagram mutatja:
| Lakosok száma | 608  | 597  | 492  | 362  | 366  | 341  | 509  | 533  | 561  | 597  |
|               | 1869 | 1890 | 1921 | 1950 | 1980 | 2001 | 2017 | 2019 | 2022 | 2024 |